# Friedrich Wilhelm Schultz
Pour les articles homonymes, voir Schultz.
Pour l’article ayant un titre homophone, voir Friedrich Wilhelm Schulz.
Friedrich Wilhelm Schultz, né le 3 janvier 1804 à Deux-Ponts et décédé le 30 décembre 1876, était un pharmacien et botaniste bavarois.